# Dahlgrenius
Dahlgrenius är ett släkte av skalbaggar. Dahlgrenius ingår i familjen stumpbaggar.

## Dottertaxa tillDahlgrenius, i alfabetisk ordning[1]
- Dahlgrenius aemulator
- Dahlgrenius alternus
- Dahlgrenius arabicus
- Dahlgrenius asper
- Dahlgrenius aurosus
- Dahlgrenius balancai
- Dahlgrenius barbieri
- Dahlgrenius beatulus
- Dahlgrenius boudista
- Dahlgrenius bushmanicus
- Dahlgrenius caeruleoviridis
- Dahlgrenius coletteae
- Dahlgrenius cupromicans
- Dahlgrenius degallieri
- Dahlgrenius diasae
- Dahlgrenius dorsalis
- Dahlgrenius elegantulus
- Dahlgrenius franzi
- Dahlgrenius fraudulentus
- Dahlgrenius fulgens
- Dahlgrenius gigas
- Dahlgrenius hilaris
- Dahlgrenius incelebratus
- Dahlgrenius intermedius
- Dahlgrenius kalaharii
- Dahlgrenius kanaari
- Dahlgrenius kuntzeni
- Dahlgrenius lecomtei
- Dahlgrenius leleupi
- Dahlgrenius ligabuei
- Dahlgrenius marthae
- Dahlgrenius mazuri
- Dahlgrenius mirificus
- Dahlgrenius multisphacellatus
- Dahlgrenius nodieri
- Dahlgrenius otiocerus
- Dahlgrenius ouahigouyaensis
- Dahlgrenius pepitae
- Dahlgrenius plurifasciatus
- Dahlgrenius plurizonatus
- Dahlgrenius pretiosus
- Dahlgrenius pubiventris
- Dahlgrenius pulcher
- Dahlgrenius rattii
- Dahlgrenius reichardti
- Dahlgrenius renaudi
- Dahlgrenius rugosissimus
- Dahlgrenius schmidti
- Dahlgrenius sculpturifer
- Dahlgrenius sphacellatus
- Dahlgrenius submetallescens
- Dahlgrenius sudanicus
- Dahlgrenius supplementarius
- Dahlgrenius szujeckii
- Dahlgrenius tessellatus
- Dahlgrenius therondi
- Dahlgrenius thesaurus
- Dahlgrenius trispecularis
- Dahlgrenius venustus
- Dahlgrenius weyrichi
- Dahlgrenius vicinus
- Dahlgrenius viridis